# 解析函数
在數學中，解析函数（英語：Analytic function）是局部上由收斂冪級數給出的函數。解析函數可分成實解析函數與複解析函數，兩者有類似之處，同時也有重要的差異。两种类型的解析函数都是无穷可导的，但复解析函数表现出一些一般实解析函数不成立的性质。此外在超度量域上也可以定義解析函數，這套想法在當代數論與算術代數幾何中有重要應用。一个函数是解析函数当且仅当这个函数在它定义域内的每个点的邻域内的泰勒级数都收敛。
解析函數集有時也寫作 {\displaystyle C^{\omega }}。

## 定義
形式地說，设開集{\displaystyle D\subseteq \mathbb {R} } ，且函數 {\displaystyle f:D\rightarrow \mathbb {R} }，若對任何 {\displaystyle x_{0}\in D} 都存在 {\displaystyle x_{0}} 在 {\displaystyle D} 中的開鄰域，使得 {\displaystyle f} 在其內可表為下述收斂冪級數,則此（實）函數稱為{\displaystyle D}上的（實）解析函數：
| {\displaystyle f(x)=\sum _{n=0}^{\infty }a_{n}\left(x-x_{0}\right)^{n}=a_{0}+a_{1}(x-x_{0})+a_{2}(x-x_{0})^{2}+a_{3}(x-x_{0})^{3}+\cdots } |
其中係數 {\displaystyle a_{i}} 皆為實數。
或者等价地，實解析函數也可以定義為在定義域 {\displaystyle D} 內每一點{\displaystyle x_{0}}的泰勒級數皆逐点收斂的光滑函數 {\displaystyle f}，即：
{\displaystyle T(x)=\sum _{n=0}^{\infty }{\frac {f^{(n)}(x_{0})}{n!}}(x-x_{0})^{n}}
在{\displaystyle x_{0}}的某个邻域收斂到 {\displaystyle f(x)}。
集合{\displaystyle D}上的解析函数全体组成的集合通常记做{\displaystyle {\mathcal {C}}^{\omega }(D)}。
若函数{\displaystyle f(x)}在点{\displaystyle x_{0}}的某个邻域上解析，则称{\displaystyle f(x)}在点{\displaystyle x_{0}}处解析。
複解析函數的定義類此，僅須將上式的中的實數線換作複平面，並將實數換作複數即可。一个函数是复解析的，当且仅当这个函数是全纯的（即复可微的）。出于这个原因，术语“全纯”和“解析”经常可以互换。

## 例子
典型的解析函数有：
- 全部初等函数：
  - 多項式函数是解析的。对于次数为n的多项式，其泰勒级数中大于n阶的项必为零，自然也是收敛的。
  - 指數函數是解析的。这个函数的泰勒级数在整个复平面上收敛。
  - 三角函數、对数函数、幂函数在相应的定义域上都是解析的。
- 多数特殊函数（至少在复平面上的某些区域）
  - 超几何函数
    - 贝塞尔函数

  - 伽马函数

典型的非解析函数有：
- 絕對值函數非解析函數，因為它在点0处不可微。分段定义的函数在分段处通常不是解析的。
- 複共軛函數{\displaystyle z\mapsto z^{*}}非複解析函數，尽管它在實數線上的限制（即恆等函数）是实解析函數。但如果把它看作从{\displaystyle \mathbb {R} ^{2}}到{\displaystyle \mathbb {R} ^{2}}的映射，则是实解析的。

## 等价描述
以下条件等价：
1. {\displaystyle f}是{\displaystyle D\subseteq \mathbb {R} }上的实解析函数。
2. {\displaystyle f}可以复解析延拓到复平面的开集{\displaystyle G}上，{\displaystyle G\supseteq D}。
3. {\displaystyle f}是光滑的，且对任意紧集{\displaystyle K\subset D}，存在常数{\displaystyle C}使得对任意的{\displaystyle x\in K}、非负整数{\displaystyle k}，不等式{\displaystyle \left|{\frac {d^{k}f}{dx^{k}}}\right|\leq C^{k+1}k!}成立。

复解析函数与全纯函数等价，因此也更容易鉴别。

## 基本性質
- 解析函數的和、積與复合仍是解析函數（惟合成時須留意定義域的問題）。
- 若解析函數在一個開集上非零，則它在該開集上的倒數仍為解析函數。若一个可逆解析函数的导函数处处不为0，则其反函数也是解析函数。
- 凡解析函數皆屬光滑函數，即无穷可微。逆命题对实解析函数不成立。实际上，在某种意义上，实解析函数相比于实光滑函数是很稀少的。对复函数，逆命题确实成立，实际上任何一次可微的复函数都是解析的。
- 对任何开集{\displaystyle \Omega \subseteq \mathbb {C} }，所有解析函数组成的集合{\displaystyle {\mathcal {A}}(\Omega )}是弗雷歇空间（关于紧集上的一致收敛）。由莫雷拉定理易得解析函数在紧集上的一致极限仍是解析函数。全部的有界解析函数{\displaystyle {\mathcal {A}}_{\infty }(\Omega )}关于上确界范数构成巴拿赫空间。

事實上，假設所論解析函數皆可在原點附近一開集 {\displaystyle B(0,r):=\{x:|x|<r\}} 上表示為冪級數，則上述運算可以形式地操作：
{\displaystyle \sum _{i\geq 0}a_{i}x^{i}+\sum _{i\geq 0}b_{i}x^{i}=\sum _{i\geq 0}(a_{i}+b_{i})x^{i}}
{\displaystyle \sum _{i\geq 0}a_{i}x^{i}\cdot \sum _{j}b_{j}x^{j}=\sum _{k\geq 0}(\sum _{i+j=k}a_{i}b_{j})x^{k}}
{\displaystyle f(x)=\sum _{i\geq 0}a_{i}x^{i},g(x)=\sum _{i>0}b_{i}x^{i}}
{\displaystyle \Rightarrow (f\circ g)(x)=\sum _{i\geq 0}(\sum _{j>0}b_{j}x^{j})^{i}}（定義域可能會縮小）
{\displaystyle f(x)=1-\sum _{i>0}a_{i}x^{i}\Rightarrow {\dfrac {1}{f(x)}}=\sum _{j\geq 0}(\sum _{i>0}a_{i}x^{i})^{j}}
其中每個運算結果的係數都可以寫成有限的代數式。
一個非零多項式的零點數不大於它的次數，解析函數的零點也有類似的限制：若一解析函數的零點集在定義域內有極限點，則函數在包含該點的连通分支上恆為零。此外，若解析函數在一點的各階導數皆為零，則該函數在含該點的连通分支上為常數函數。
這些性質表明：尽管解析函數比多项式有更多的自由度，它仍是一個具有相當「剛性」的數學物件。

## 解析與可微

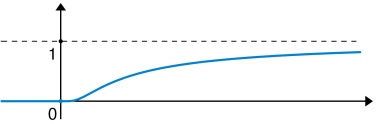
本段中提到的光滑卻非解析的函數

如上所述，實或複解析函數均在實變數的意義上無窮可微（記作光滑函數，或 {\displaystyle C^{\infty }}）。但是存在光滑卻非解析的函數，典型的例子是
{\displaystyle f(x):={\begin{cases}e^{-{\frac {1}{x}}}&x>0,\\0&x\leq 0\end{cases}}}
可證明它是光滑的，且在原點的任意開鄰域內都有無窮多個零點，故非解析。
複解析函數則不同：凡複解析函數必為全純函數（即複可導，以實變數表示則是滿足柯西-黎曼方程），反之亦然，因此全純函數與解析函數在複分析中是同一類對象。

## 實解析函數與複解析函數
實解析與複解析函數有些重要差異，一般而言複解析函數更具剛性。
依據劉維爾定理，定義在整個複平面上的有界解析函數必為常數。此結論對實解析函數不成立，例如：
{\displaystyle f(x)={\frac {1}{x^{2}+1}}.}
此外，若一個複解析函數在一個以 {\displaystyle x_{0}} 為中心的開圓盤內有定義，則在 {\displaystyle x_{0}} 的冪級數展开式在該開圓盤內收斂。對實解析函數則不然。上面举的例子在{\displaystyle x_{0}=0}处的泰勒展开式为{\displaystyle \sum _{n=0}^{\infty }{(-1)^{n}x^{2n}}=1-x^{2}+x^{4}-x^{6}+\cdots }，在{\displaystyle |x|>1}时发散。
給定實數線上一個區間 {\displaystyle I} 上的實解析函數 {\displaystyle f}，則 {\displaystyle f} 能延拓為複平面上一開集 {\displaystyle U\supset I} 上的複解析函數。然而定義在整個 {\displaystyle \mathbb {R} } 上的實解析函數不一定能延拓到整個 {\displaystyle \mathbb {C} }，如前例之 {\displaystyle f}，在点{\displaystyle \pm i}处无定义。这解释了为何{\displaystyle f}的泰勒级数在{\displaystyle |x|>1}时发散，收敛半径为1。

## 超度量域上的解析函數
冪級數可以定義在任意域上，取帶有絕對值的域則能探討收歛性。實解析函數與複解析函數分別對應到 {\displaystyle \mathbb {R} } 與 {\displaystyle \mathbb {C} }；在數論上也考慮超度量域，如 p進數域 {\displaystyle \mathbb {Q} _{p}} 或 {\displaystyle \mathbb {C} _{p}:={\widehat {{\bar {\mathbb {Q} }}_{p}}}}。
由於超度量域滿足強三角不等式 {\displaystyle |x+y|\leq \mathrm {max} (|x|,|y|)}，遂具備許多獨特性質，例如 {\displaystyle \sum _{i}a_{i}} 收斂当且仅当{\displaystyle \lim _{i\to \infty }a_{i}=0}。雖然超度量分析缺乏實數或複數上的直觀，技術上卻往往簡單得多。

## 多元解析函數
利用多元冪級數，可將解析函數的定義直接推廣到多變元的情形。它們是局部上形如
{\displaystyle s(x):=\sum _{I}a_{I}(x-a)^{I}}
的函數，其中 {\displaystyle x,a} 皆為向量，而 {\displaystyle I} 代表多重指标。
多元解析函数有一些性质和一元解析函数相同。但是，二維以上的解析函數还有一些有趣的新性質，複解析函數的情形尤其特出。例如：
- 根据Hartogs扩张定理，二元以上的复解析函数的零点集不会是离散的。

## 文獻
- Conway, John B. . Graduate Texts in Mathematics 11 2nd. Springer-Verlag. 1978. ISBN 978-0-387-90328-6.

## 外部連結
- Hazewinkel, Michiel (编), , , Springer, 2001, ISBN 978-1-55608-010-4
- 埃里克·韦斯坦因. . MathWorld.